# آبالا، نیجر

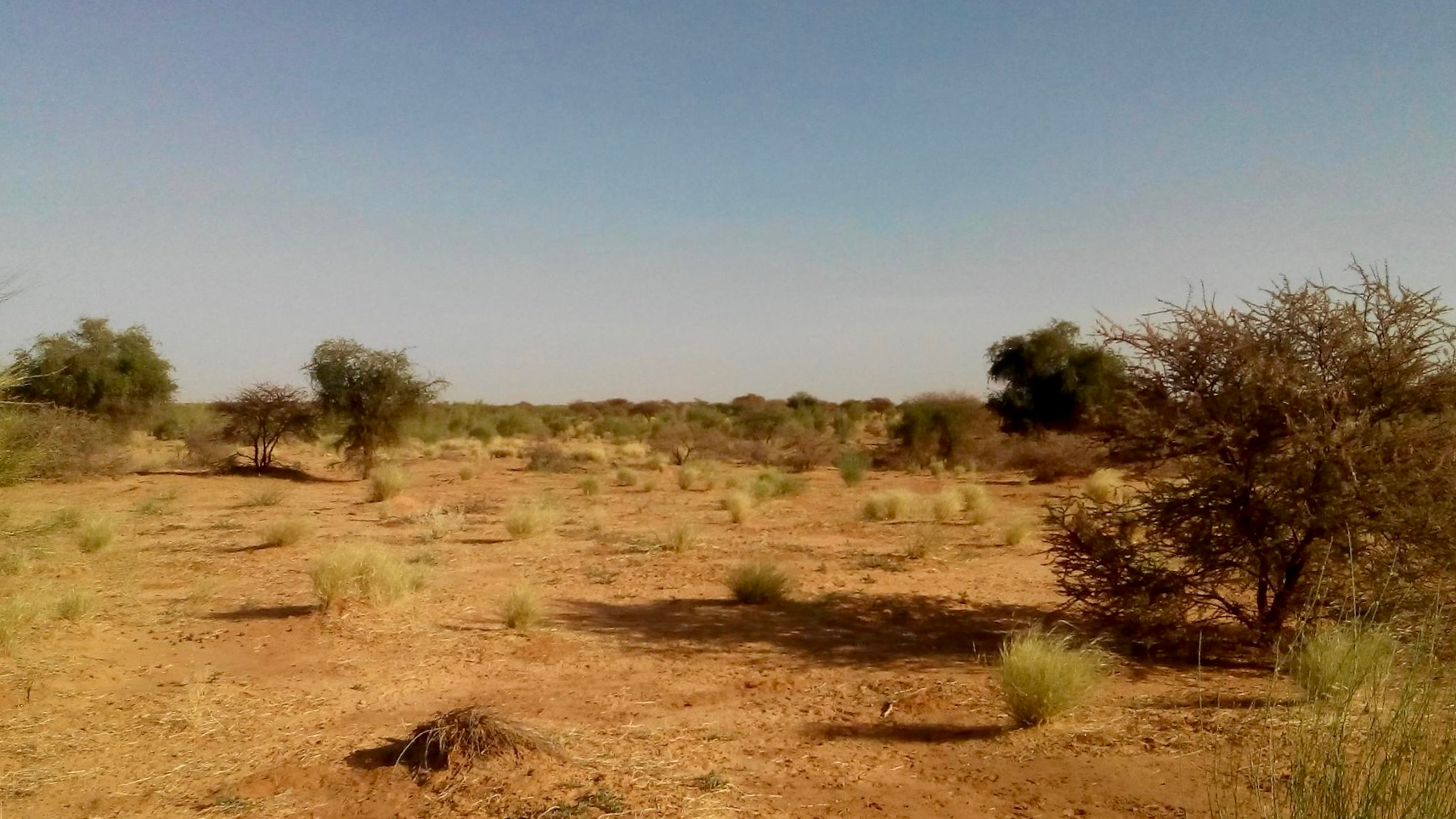
آبالا، نیجر

آبالا، نیجر (به لاتین: Abala, Niger) در نیجر با جمعیت ۷۵٬۱۱۷ نفر است که در tillabéri region واقع شده‌است.